# Silia
La lex Silia o Silia de ponderibus va ser una llei romana proposada pels tribuns de la plebs anomenats els dos Silis, Publi Sili i Muci Sili. Tractava de l'exactitud de les mesures de pes.